# Resolution 775 des UN-Sicherheitsrates
Die Resolution 775 des UN-Sicherheitsrates vom 28. August 1992 befasst sich mit der – von Bürgerkrieg und Hungersnot gezeichneten – Lage in Somalia und beinhaltet die Aufstockung des Personals der Friedensmission UNOSOM.
Die Resolution nimmt Bezug auf die vorhergehenden Resolutionen 733, 746 und 751 und erlaubt die Aufstockung des gesamten Personals, insbesondere der Blauhelme um die Ziele der UNO in Somalia durchsetzen zu können.
Die Resolution wurde vom Sicherheitsrat der Vereinten Nationen auf dessen 3110. Sitzung verabschiedet.